# Чиж, Ярослав Семёнович
Ярослав Семёнович Чиж (1923 — 1994) — свинарь колхоза им. Шевченко Золочевского района Львовской области, Герой Социалистического Труда.

## Биография
Родился в с. Подгороднее (ныне — Золочевский район, Львовская область, Украина).
С юных лет работал по найму (в том числе во время немецкой оккупации). После освобождения Львовской области от фашистов призван в армию. Участник войны, сержант.
После демобилизации работал забойщиком шахты. Член КПСС с 1950 г.
В 1953 году вернулся в родное село и стал свинарём в колхозе им. Шевченко.
Получив в управление трактор, увеличил в 5 раз количество обслуживаемого свинопоголовья — до 500 и более голов.
Стал широко известен после своего выступления на декабрьском (1959) пленуме ЦК КПСС, опубликованного в газетах.
За 11 месяцев 1959 года сдал государству 560 ц свинины себестоимостью 224 рубля за центнер, и взял обязательство в 1960 г. сдать 1 тыс. ц, а в 1961 г. — 2,5 тыс. ц свинины (не известно, было ли это выполнено).
Ещё одно новшество, которое предложил Чиж — кормление свиней сырым картофелем.
25 декабря 1959 г. удостоен звания Героя Социалистического Труда.
Делегат XXII съезда КПСС.
После 1961 года статьи о Чиже исчезают со страниц газет. Прошёл слух, что его по фотографиям опознали как бывшего полицая. Однако никаких подтверждений этому нет, и в 1987 году его как участника войны наградили орденом Отечественной войны II степени (22.07.1987).
Трудовые достижения Чижа (возможно — сильно преувеличенные) нашли многих последователей. По его примеру в 1960—1961 годах по всей стране было создано несколько сотен механизированных свиноводческих звеньев.

## Публикации
- Больше дешевой свинины [Текст] : [Колхоз им. Шевченко, Золочев. района] / Я. С. Чиж, Герой Соц. Труда. — Москва : Сельхозгиз, 1960. — 36 с., 1 л. портр. : ил.; 20 см.
- Для счастья народа [Текст] : [Рассказ свинаря колхоза им. Шевченко Золочевского района] / Герой Соц. Труда Ярослав Чиж. — Москва : Воениздат, 1960. — 40 с. : ил., портр.; 17 см.
- Для счастья народа [Текст] : [Рассказ свинаря колхоза им. Шевченко Золочевского района] / Герой Соц. Труда Ярослав Чиж. — Москва : Воениздат, 1960. — 40 с. : ил., портр.; 17 см.
- Мой опыт откорма свиней [Текст] : [Колхоз им. Шевченко, Золочев. района] / Герой Соц. Труда Я. С. Чиж. — Москва : Знание, 1960. — 32 с. : ил.; 22 см. — (Брошюры-лекции. Серия 5. Сельское хозяйство/ Всесоюз. о-во по распространению полит. и науч. знаний; 16).
- Откорм больших групп свиней [Текст] : [Колхоз им. Шевченко, Золочев. района] : [Пер. с укр.]. — Кишинев : Картя молдовеняскэ, 1960. — 18 с. : ил.; 20 см. — (Решения декабрьского Пленума ЦК КПСС в действие!).